# Evangelische Kirche (Naumburg)

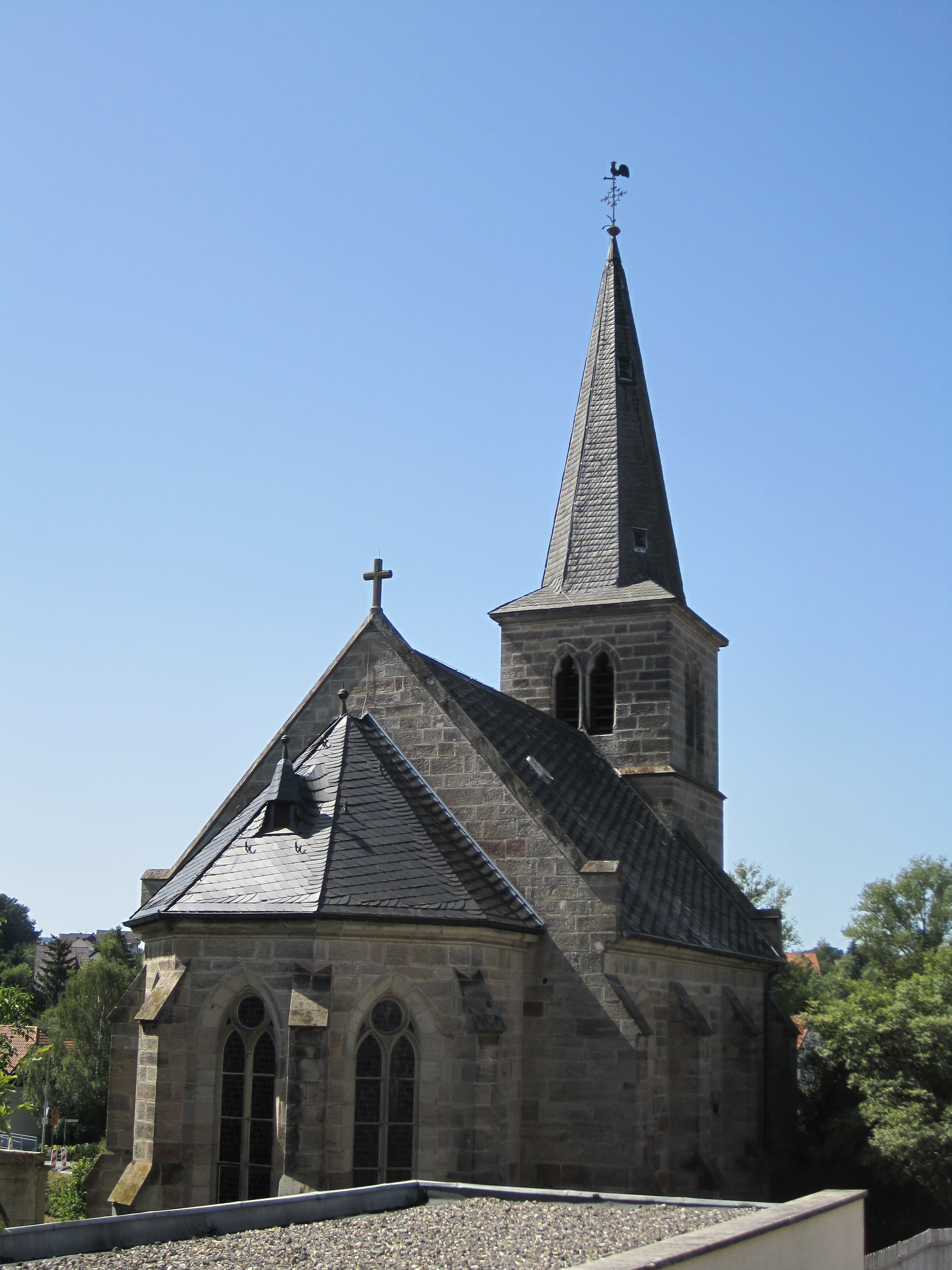
Evangelische Kirche in Naumburg

Die evangelische Kirche Naumburg ist ein denkmalgeschütztes Kirchengebäude in der Kleinstadt Naumburg im Landkreis Kassel in Hessen. Es gehört zur Kirchengemeinde Naumburg-Ippinghausen im Kirchenkreis Hofgeismar-Wolfhagen im Sprengel Kassel der Evangelischen Kirche von Kurhessen-Waldeck.

## Beschreibung
Die neugotische Saalkirche wurde nach einem Entwurf vom Landbaumeister August Schuchardt 1878/1879 mit Unterstützung des Gustav-Adolf-Werks aus Quadermauerwerk errichtet. Der Kirchturm im Westen ist mit einem schiefergedeckten, achtseitigen, spitzen Helm bedeckt. Im Glockenstuhl hingen ursprünglich zwei Gussstahlglocken, sie wurden 1963 durch drei Kirchenglocken aus Bronze ersetzt. Das Portal befindet sich an der Westseite des Turms. Dahinter liegt das Vestibül mit einer Treppe zu den zwei Emporen, die sich an der Westseite des Kirchenschiffs befinden. Der eingezogene Chor hat einen dreiseitigen Schluss. Seine Wände sind, wie auch die des Kirchenschiffs, mit Strebepfeilern gestützt.
Der Innenraum ist mit einem hölzernen Tonnengewölbe überspannt. Die Kirchenausstattung stammt weitgehend aus der Bauzeit. Die Kanzel steht an der rechten Längsseite und der Altar am Ostende. Auf der oberen Empore steht die Orgel. Sie hat acht Register auf zwei Manualen und Pedal und wurde 1879 von den Gebrüdern Euler gebaut und 1976 durch Karl Lötzerich restauriert.